# Артротомия
Артротомия (греч. ἄρϑρον – сочленение, сустав и греч. τομή  – разрез, рассечение) —  Термин артротомия в медицине обычно обозначает хирургическое вскрытие сустава. Она проводится в диагностических и терапевтических целях, в том числе для визуализации внутрисуставных структур, получения образцов тканей или выполнения промывания суставов в диагностических целях, для лечения травм суставов, восстановления связок, удаления свободных тел, восстановления поврежденных структур или выполнения артропластики суставов.

## Показания
- Травма сустава: тяжелые травмы суставов, вывихи или переломы, затрагивающие суставную щель.
- Дегенеративные заболевания суставов: запущенный остеоартрит или аваскулярный некроз, требующий реконструкции или замены сустава.
- Воспалительные заболевания суставов: тяжелый ревматоидный артрит или септический артрит, требующий хирургического вмешательства.
- Удаление опухоли или кисты: удаление внутрисуставных опухолей или кист, влияющих на функцию и целостность суставов.

## Варианты артротомии
- Открытие сустава с помощью традиционной техники разреза (классическая артротомия)
- Артроскопия с использованием артроскоп и как можно меньшего разреза (минимально инвазивный)

## Развитие
Классическая артротомия часто требует разрезания относительно обширных структур мягких тканей, близких к суставам. Таким образом, послеоперационное заживление протекает медленнее и, в некоторых случаях, менее полно, чем при минимально инвазивной артротомии. Из-за лучшего процесса заживления артроскопия все больше вытесняет классическую артротомию. В значительной степени это связано с соответствующими усовершенствованиями медицинской техники.
Сегодня классическая артротомия по-прежнему обычно проводится при заместительной пластике, при опухолевой хирургии или в крайнем случае при инфекциях суставов. Артротомия также может быть показана для восстановления подвижности (артролиз), укрепления сустава (артродез) или частичной блокировки сустава (артроз).
Особая форма классической артротомии - это экзартикуляция, при которой суставные концы отделяются друг от друга.

## Осложнения
Артротомия, как и любая хирургическая процедура, сопряжена с присущими ей рисками и потенциальными осложнениями, которые следует тщательно учитывать как хирургической бригаде, так и пациенту. Потенциальные осложнения могут включать:

### Инфекционное заболевание
- Инфекция суставов: открытые травмы суставов или интраоперационное загрязнение могут привести к послеоперационным инфекциям суставов, что может потребовать агрессивной терапии антибиотиками или дополнительных хирургических вмешательств.
- Инфекция мягких тканей: может возникнуть раневая инфекция или целлюлит в окружающих мягких тканях, что потенциально задерживает выздоровление и увеличивает заболеваемость.

### Жесткость суставов и спайки
- Уменьшенный диапазон движений: хирургическая травма, длительная иммобилизация или неадекватная послеоперационная реабилитация могут привести к тугоподвижности суставов, ограничивая функциональное восстановление.
- Внутрисуставные спайки: образование рубцовой ткани в суставной щели может препятствовать нормальному движению и функционированию суставов, что требует дополнительных вмешательств или длительной реабилитации.

### Нервно-сосудистая травма
- Непреднамеренное повреждение соседних нервов во время процедуры может привести к сенсорному или двигательному дефициту в пораженной конечности.
- Повреждение кровеносных сосудов вблизи сустава может привести к образованию гематомы, нарушению кровоснабжения или другим сосудистым осложнениям.

### Замедленное заживление и осложнения ран
- Такие факторы, как плохая васкуляризация, чрезмерное натяжение раны или нарушение иммунной функции, могут способствовать задержке заживления ран.
- В некоторых случаях хирургическая рана может вновь открыться или распасться, что создает повышенный риск заражения и замедления выздоровления.

### Совместная нестабильность
Неадекватное восстановление стабильности суставов или неспособность устранить основную слабость суставов во время процедуры может привести к послеоперационной нестабильности суставов, что повлияет на функциональные результаты.

### Тромбоэмболические осложнения
Длительная иммобилизация после артротомии может предрасполагать пациентов к венозной тромбоэмболии, что подчеркивает важность ранней мобилизации и тромбопрофилактики.

### Осложнения, характерные для типа сустава
Некоторые суставы могут иметь уникальные особенности, такие как риск аваскулярного некроза после артротомии тазобедренного сустава или вероятность развития сложного регионарного болевого синдрома после артротомии запястья.